# Paul Bayart
Pour les articles homonymes, voir Bayart.
Paul Bayart, né le 3 mars 1861 à Bruxelles et mort à Schaerbeek en octobre 1921, est un peintre, affichiste et photographe belge.

## Biographie
Paul (Paul Léon François Joseph) Bayart est né rue de l'Étuve no 37 à Bruxelles le 3 mars 1861. Il est le fils de François Joseph Bayart (1829-1869), négociant, et de Marie Louise Léontine Le Clercq. 
Autodidacte, il commence à exposer au Salon de Bruxelles de 1881 La Seine près de Marly. À l'Exposition universelle de Bruxelles de 1910, il envoie Effet du matin, tableau destiné à la tombola. De 1901 à 1906, il participe à plusieurs manifestations artistiques organisées par le cercle indépendant Vrije Kunst. Tout en poursuivant sa carrière de peintre, il est, de 1884 à 1914, établi comme photographe.

## Œuvre

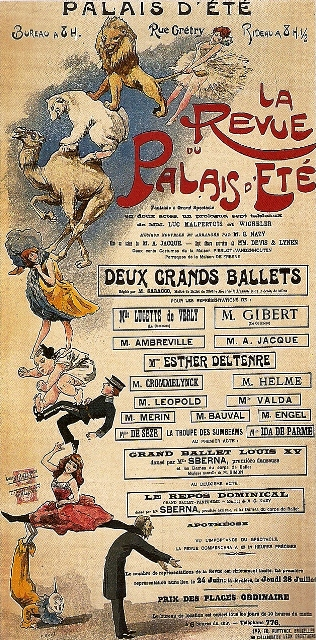
La Revue du palais d'été (1904).

Son champ pictural couvre essentiellement les paysages, les marines et les vues urbaines. L'impressionnisme influence l'ensemble de sa carrière. Son talent de coloriste s'exprime dans les deux œuvres représentant des bateaux sur des canaux qu'il envoie au Cercle artistique en 1893. Paul Bayart conçoit également des affiches au début du XXe siècle.

## Distinction
- Chevalier de l'ordre de la Couronne[6].